# Тетеря Віктор Михайлович
Ві́ктор Миха́йлович Тете́ря — український співак (тенор), народний артист України (2018).

## Біографія
Закінчив Київську консерваторію по класу сольного співу. Працював на посаді соліста Зразково-показового оркестру Національної гвардії України, солістом ансамблю «Козацькі забави» при оркестрі Головного управління МВС України в м. Києві, солістом оркестру Головного управління МВС України в Київській області, солістом оперної студії Національної музичної академії України імені П. Чайковського.
З вересня 2012 р. працює на посаді доцента кафедри академічного та естрадного вокалу Інституту мистецтв Київського університету імені Бориса Грінченка. Брав участь у прем'єрних виконаннях опери «Сокіл» з українським перекладом лібрето М. Стріхи.

## Звання
- Заслужений артист України (2003)[3]
- Народний артист України (1 грудня 2018) — з нагоди 27-ї річниці підтвердження всеукраїнським референдумом Акта проголошення незалежності України 1 грудня 1991 року[4]